# 벤저민 곰퍼츠

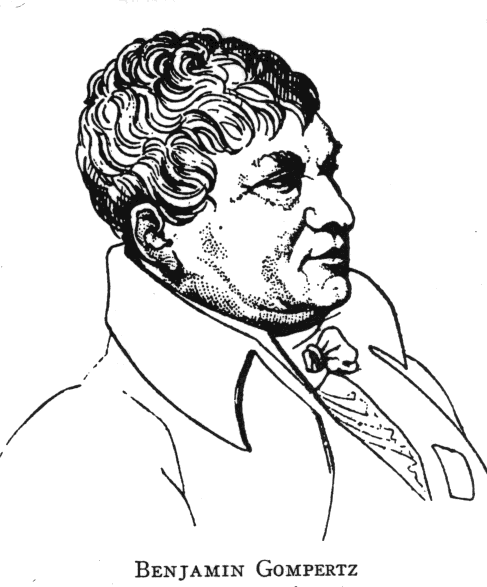

벤저민 곰퍼츠(Benjamin Gompertz)는 영국의 보험계리인이었다. 사망률은 연령에 지수함수적으로 증가한다는 곰퍼츠 사망률 법칙을 발표했다. 이후 곰퍼츠 함수와 곰퍼츠 분포는 여러 분야에서 많이 쓰이게 되었고, 인구학에서는 연령과 관계 없는 항을 넣어서 곰퍼츠-메이컴 사망률 법칙으로 보완되었다.

## 같이 보기
- 곰퍼츠 분포